# Neoserica lombokiana
Neoserica lombokiana är en skalbaggsart som beskrevs av Brenske 1899. Neoserica lombokiana ingår i släktet Neoserica och familjen Melolonthidae. Inga underarter finns listade i Catalogue of Life.